# Parto de emergência

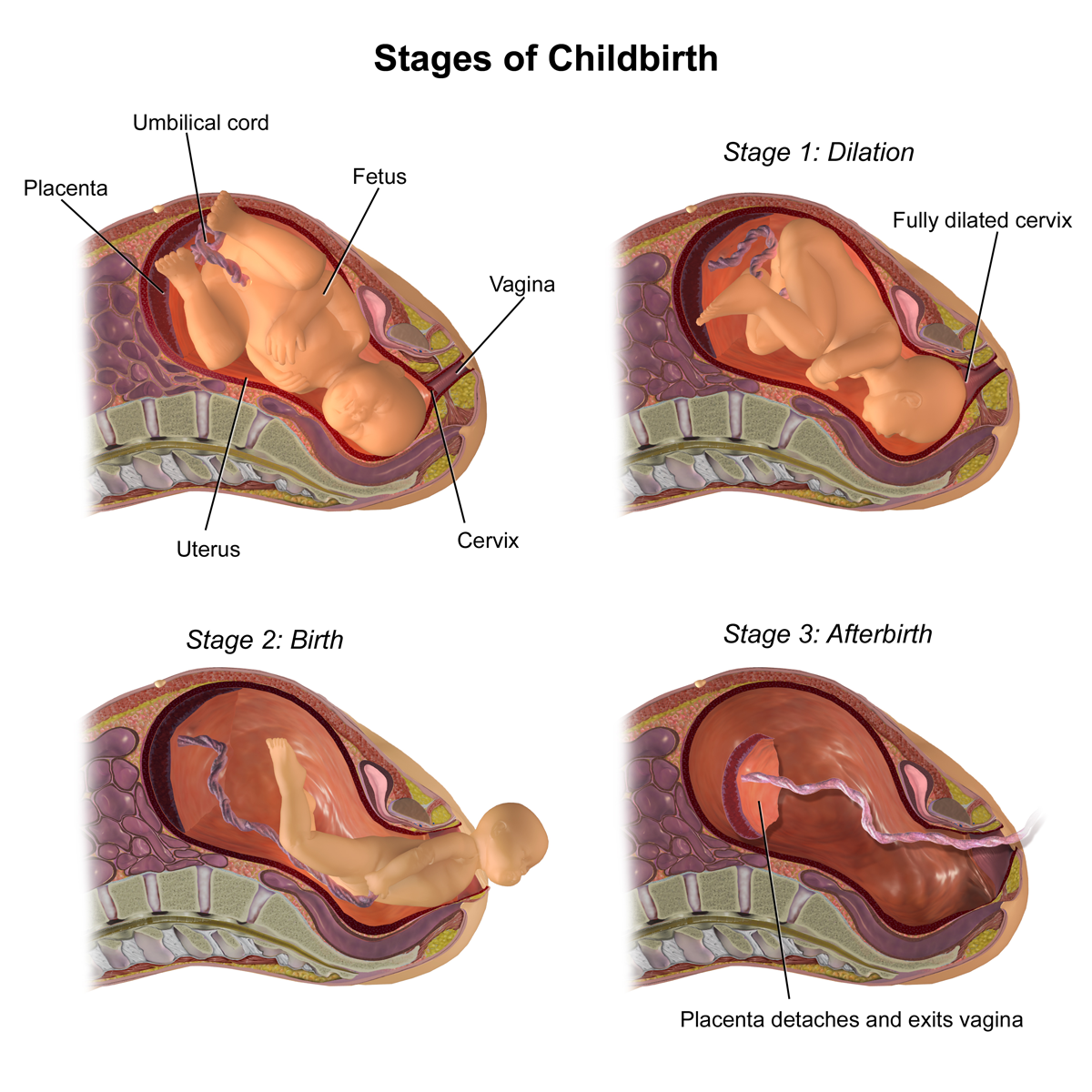
Estágios normais do trabalho de parto

Parto de emergência é o nascimento precipitado de um bebê em um ambiente inesperado. No parto planejado, as mães escolhem previamente o local e a equipe obstétrica. As opções variam entre dar à luz em casa, em um hospital, em uma clínica ou em um centro de parto. Às vezes, o parto pode ocorrer a caminho desses estabelecimentos, sem a presença de uma equipe de saúde. As taxas de partos não planejados são baixas. Se o parto estiver iminente, podem ser necessárias medidas de emergência. Em alguns países, podem ser contatados serviços de emergência para auxílio.
O parto de emergência pode seguir os mesmos passos do parto planejado. No entanto, o nascimento pode apresentar riscos aumentados de complicações devido à prematuridade do bebê ou ao local menos ideal.

## Contexto
Em 2020, 1,34% dos partos ocorreram fora de um hospital na Califórnia, EUA, onde 1 em cada 8 partos no país acontecem. A maioria dos partos fora do hospital é planejada e, portanto, não é considerada parto de emergência. Contudo, cerca de 12% das tentativas de parto domiciliar necessitam de transporte urgente para um hospital. Algumas das razões para a transferência incluem falha no progresso do trabalho de parto, exaustão dos pais, necessidade de mais analgésicos ou complicações materno/fetais.
Nos Estados Unidos, 0,61% de todos os partos ocorrem em ambiente não planejado. A porcentagem é ainda menor em países como Finlândia e França.
A cada ano, mais de 250.000 mulheres ao redor do mundo morrem por complicações decorrentes do parto ou da gravidez, com a hemorragia e hipertensão como as principais causas. Muitas dessas mortes podem ser prevenidas com cuidados de emergência, que incluem antibióticos, medicamentos que estimulam a contração do útero, medicamentos anticonvulsivantes, transfusão de sangue e o parto assistido (uso de vácuo ou fórceps) ou cesariana. Além disso, é importante prevenir a hipotermia no recém-nascido, pois isso está associado a desfechos desfavoráveis.

## Preparação
Muitas mulheres grávidas buscam atendimento médico ao longo da gestação e planejam o nascimento do bebê com uma equipe de saúde. O acesso a cuidados de alta qualidade reduz os eventos de risco durante a gravidez. Em uma situação de parto de emergência, recomenda-se buscar mais informações e elaborar um plano.

### Preparação Precoce
Muitas aulas de educação sobre o parto abordam procedimentos para partos de emergência. Os pais são treinados para identificar os sinais do início do trabalho de parto ou outras indicações que possam requerer assistência. Os sinais do início do trabalho de parto incluem contrações regulares (quatro ou mais em uma hora) acompanhadas de alterações cervicais, como afinamento, manta de recepção, lençóis, tesouras limpas, grampos ou amarras limpos, faixas de identificação para mãe e bebê, lápis, sabão, luvas estéreis, absorventes higiênicos, fraldas e instruções para respiração de resgate do recém-nascido.

### Preparação Tardia
Ajuda adicional pode ser obtida ligando para 911 (nos Estados Unidos) ou para o número adequado para acessar os serviços médicos de emergência ou equipe médica próxima.
Um veículo conduzido com segurança em direção ao atendimento médico pode ser considerado uma opção aceitável durante a primeira fase do trabalho de parto (dilatação e afinamento). Durante a segunda fase (esforço de parto e nascimento), o veículo geralmente é parado, a menos que a chegada ao estabelecimento médico seja iminente. Se um veículo for utilizado, ocupantes adicionais podem apoiar a mãe e o bebê durante o parto, mantendo-os aquecidos durante todo o processo.
Caso não seja possível chegar a um estabelecimento médico, busca-se um prédio seguro, com paredes e telhado, que ofereça proteção contra o ambiente. Uma área quente e seca com uma cama é preferível.
São reunidos suprimentos tanto para a mãe quanto para o bebê. Possíveis itens incluem cobertores, travesseiros, toalhas, água morna limpa, garrafas de água quente, sabão, toalhas limpas, roupas para o bebê, lençóis, luvas estéreis, absorventes higiênicos, fraldas, etiquetas de identificação para mãe e bebê e instruções para a respiração de resgate do recém-nascido. Pode ser preparada uma cama para o bebê com uma cesta ou caixa forrada com um cobertor ou lençóis. São necessários itens para prender ou amarrar o cordão umbilical em dois pontos; cadarços ou tiras de lençol dobradas em faixas estreitas podem ser usados. Esses itens podem ser esterilizados fervendo-os por 20 minutos ou mergulhando-os em álcool por até 3 horas. Tesouras ou uma faca, previamente esterilizadas, serão necessárias para cortar o cordão umbilical.

## Avaliação
Deve-se obter um histórico obstétrico, incluindo quantos partos anteriores a paciente teve (pois, se não for o primeiro, o trabalho de parto pode ser mais curto), quantas semanas de gestação ela tem ou a data estimada do parto, e quaisquer preocupações especiais relacionadas à gravidez, como a possibilidade de gêmeos ou complicações já identificadas, além de verificar se houve acompanhamento pré-natal regular. Outros antecedentes relevantes, alergias, uso de medicamentos e sinais recentes de infecção (como febre) também devem ser investigados.

### Sinais e Sintomas
- Alguma descarga de líquido? Isso indicaria que ocorreu o rompimento das membranas, liberando o líquido amniótico, e que o trabalho de parto provavelmente começará em breve se a paciente estiver próxima do termo.[10][19]
- Algum sangramento vaginal? Pode indicar uma pequena descarga sanguinolenta pré-parto ou, se em grande quantidade, sinalizar complicações potencialmente com risco de vida.[10]
- Qual a frequência das contrações? Uma recomendação comum é que a paciente esteja em trabalho de parto ativo se as contrações ocorrerem a cada 5 minutos por uma hora (caso não tenha ocorrido o rompimento das membranas).[10][19]
- Ela sente vontade de fazer força durante as contrações? Isso indica que o parto ocorrerá em breve.[17]
- História da Gravidez e Pré-natal? Certas condições podem aumentar o risco de complicações durante o parto, como pré-eclâmpsia, diabetes gestacional, obesidade materna, entre outras.[20]

### Exame físico
Se o tempo permitir e houver treinamento, devem ser verificados os sinais vitais, incluindo frequência cardíaca, respiratória, pressão arterial, temperatura e saturação de oxigênio da mãe. A paciente deve ser coberta com toalhas disponíveis para garantir sua privacidade. O abdômen deve ser examinado e palpado para identificar contrações, observando-se a intensidade, frequência e duração das mesmas.
Com a permissão da paciente e garantindo sua privacidade, deve-se realizar um exame da região pélvica, o qual normalmente envolve inspecionar se há alguma parte do bebê se apresentando (a cabeça do bebê é firme, enquanto as nádegas são macias); se a cabeça estiver se apresentando (crowning), o parto ocorrerá em breve, devendo-se iniciar a preparação para o nascimento; e, se possível, um exame cervical manual para avaliar a dilatação cervical. Após o exame e se não houver apresentação da cabeça, a paciente deve ser posicionada em decúbito lateral esquerdo.

## Parto de bebê a termo em posição normal

### Primeira fase do trabalho de parto: dilatação e afinamento do colo do útero
Esta fase dura, em média, de 2 a 18 horas, podendo se prolongar em gestações normais. Ela pode ser subdividida em fase latente e fase ativa, dependendo do grau de dilatação do colo. Na fase latente, com dilatação inferior a 3–5 cm e contrações regulares, pode durar até 20 horas sem ser considerada prolongada. Na fase ativa, com dilatação superior a 3–5 cm, é considerada normal qualquer duração inferior a 11,7 horas. Durante esse período, pode ser necessário buscar cuidados adicionais.
1. A avaliação (acima) é repetida, verificando alterações na fase do trabalho de parto.[23][21]
2. A mãe é incentivada a caminhar ou sentar em posição confortável.[19][23][21]

### Segunda fase: colo do útero dilatado
Esta fase pode durar de 5 minutos a 3 horas.
1. Posição. A mãe é colocada na posição de litotomia), deitada de costas, com os pés elevados ou ao nível dos quadris, e o perineum (área entre a vagina e o ânus) posicionado na borda da cama.[23][21]
2. Higienização. O períneo é limpo com solução antisséptica ou água e sabão.[16] Os assistentes devem lavar as mãos e usar luvas estéreis ou limpas.
3. Empurrar. É incentivado que a mãe faça força durante as contrações.[21][23]
4. Cabeça. A cabeça do bebê é expelida de forma controlada para evitar expulsão rápida. Uma mão é posicionada sobre o períneo enquanto a outra aplica pressão suave na cabeça do bebê à medida que ela surge.[23] Pressão suave também pode ser aplicada no queixo, auxiliando na expulsão, de modo a prevenir lacerações vaginais.[23]
5. Verificação do cordão. Verifica-se se o cordão umbilical está enrolado no pescoço do bebê.[21][23] Se presente, utiliza-se o dedo indicador para tentar passá-lo sobre a cabeça. Caso não seja possível, o cordão é clampeado/amarrado em dois pontos e, em seguida, cortado cuidadosamente, evitando lesões na mãe ou no bebê.[21][23]
6. Ombro dianteiro. O ombro localizado na parte frontal (em direção à barriga) é expelido. O assistente segura a cabeça do bebê com as duas mãos e pode aplicar leve pressão descendente (em direção ao ânus da mãe) para auxiliar a saída do ombro; pressão excessiva pode lesionar o bebê.[21][23] Se o ombro ficar preso, caracteriza-se a distócia de ombro. Fatores de risco incluem, entre outros, diabetes gestacional.[20]
7. Ombro traseiro. O ombro posterior é expelido aplicando-se leve pressão ascendente (afastando do ânus da mãe).[23]
8. Segurar o bebê. Geralmente, o bebê sai imediatamente após a expulsão dos ombros. Deve ser segurado com cuidado, pois recém-nascidos são escorregadios, mantendo-o ao nível da vagina.[23]
9. Cortar o cordão. O cordão umbilical é clampeado em dois pontos, cerca de 6–8 cm do bebê, para interromper o fluxo sanguíneo, e então cortado entre os clampeamentos utilizando tesouras ou faca esterilizadas.[23][21][16]
10. Secar o bebê. O recém-nascido é seco, envolto e mantido aquecido, recebendo os cuidados neonatais apropriados ou sendo colocado em contato pele a pele com a mãe.[13] Pode ser aplicada uma faixa de identificação.[16]

### Terceira fase do trabalho de parto: a expulsão da placenta
O bebê permanece ligado à placenta pelo cordão umbilical. Após o corte do cordão, a placenta geralmente permanece no útero, sendo expelida em 2–10 minutos, podendo demorar até 60 minutos. Esse processo é geralmente espontâneo, mas pode requerer esforço materno.
1. Antes da expulsão da placenta, ocorre uma descarga de sangue conforme o cordão se alonga.[23][21]
2. O cordão pode ser mantido esticado, sem ser puxado com força excessiva.[23]
3. A placenta é expelida e inspecionada quanto à sua integridade, devendo ser armazenada em saco para avaliação por profissionais de saúde treinados.[23][16]
4. É necessário que um médico avalie a presença de lacerações vaginais que requeiram sutura.

## Complicações maternas
As complicações do parto de emergência incluem aquelas que ocorrem durante o parto normal. Entre os riscos para a gestante estão lacerações perineais, sangramento excessivo, hipertensão e convulsões.

### Sangramento vaginal e choque
O sangramento durante a gravidez é relativamente comum (afetando até 25% das gestantes) e nem sempre indica problema. Contudo, o sangramento pode ser sinal de complicação grave, como aborto espontâneo ou outra condição que ameace a saúde materna ou fetal. É importante buscar atendimento médico nos seguintes casos:
- Sangramento vaginal no início ou final da gravidez
- Dor abdominal intensa
- Trauma (por exemplo, queda ou acidente automobilístico) durante a gravidez
- Sangramento vaginal descontrolado após o nascimento
- Incapacidade de remover toda a placenta após o parto

#### Sangramento no primeiro trimestre
As causas de sangramento vaginal no início da gravidez incluem aborto inevitável, incompleto ou completo, implantação e crescimento do embrião fora do útero, e fixação da placenta na parte inferior do útero sobre o colo (placenta prévia), todas podendo causar sangramento significativo. O sangramento também pode ser sinal de aborto ameaçado, quando ocorre sangramento leve a moderado, mas com o colo ainda fechado; isso não significa que o aborto seja inevitável, pois cerca de 50% das mulheres com sangramento antes do terceiro trimestre terão parto com nascimento vivo.

#### Sangramento após o primeiro trimestre e durante o parto
Antes e durante o parto, o sangramento pode ocorrer devido a lacerações no colo do útero, vagina ou períneo, descolamento súbito da placenta, fixação da placenta sobre o colo (placenta previa) e ruptura do utero.

#### Sangramento após o parto (hemorragia pós-parto)
A hemorragia pós-parto ocorre em 3% das gestantes, causando aproximadamente 150.000 mortes anuais em todo o mundo. Geralmente, o sangramento é lento e contínuo, podendo durar mais de 90 minutos após o parto antes de se tornar fatal, tempo que deve ser utilizado para transferir rapidamente a mulher para um hospital. A hemorragia pós-parto é definida como “perda sanguínea cumulativa ≥1000 mL, ou sangramento associado a sinais/sintomas de hipovolemia dentro de 24 horas do processo de parto”. É difícil de prever e possui poucos fatores de risco conhecidos. Uma vez que o sangramento se torne incontrolado, o manejo pode ser manual (massagem uterina externa, enchimento do útero, tamponamento interno com balão ou cateter de preservativo) e farmacológico (com oxitocina, ergotamine, misoprostol). Paralelamente, o choque deve ser tratado com fluidos intravenosos ou transfusões sanguíneas. Após o parto do bebê e da placenta, o útero deve contrair para fechar os vasos sanguíneos previamente conectados à placenta. Se o útero não contrair (útero atrófico) ou romper, pode ocorrer sangramento severo. A massagem no abdômen inferior aumenta a contração uterina e pode ser empregada preventivamente para controlar a hemorragia. O sangramento também pode ocorrer se partes da placenta ou tecido fetal permanecerem retidos; enquanto se aguarda a transferência, a placenta pode ser expelida por massagens suaves na parede abdominal inferior. Quando a placenta é expelida, aplica-se tração constante no cordão para evitar trauma, avulsão do cordão, inversão uterina e retenção de produtos placentários, os quais podem aumentar a perda de sangue e o risco de infecção.

#### Perda sanguínea severa levando ao choque
Quando a mulher entra em choque, pode apresentar pele fria e úmida, palidez (especialmente ao redor dos olhos, boca e mãos), sudorese, ansiedade e perda de consciência, além de frequência cardíaca elevada (acima de 110 bpm), pressão arterial baixa (≤90 mmHg sistólica) e diminuição da diurese. A mãe deve ser posicionada sobre o lado esquerdo, com pernas e nádegas elevadas para favorecer o retorno venoso ao coração. O fundamental é buscar atendimento médico imediato.[carece de fontes?]

### Convulsões
Convulsões associadas à gravidez podem ser causadas por eclampsia, que geralmente se desenvolve a partir da pré-eclâmpsia, caracterizada pelo surgimento de hipertensão e proteína na urina devido à falência renal. Os sintomas associados incluem dor de cabeça, visão turva, dificuldade respiratória por acúmulo de líquido nos pulmões, elevação das enzimas hepáticas por disfunção do fígado e possíveis defeitos na coagulação por disfunção plaquetária.[carece de fontes?]
Se uma gestante começar a ter convulsões, deve-se buscar ajuda e assistência adicionais. Não se deve conter a mãe, mas deitá-la sobre o lado esquerdo e verificar as vias aéreas (boca, nariz e garganta). Virá-la para o lado reduz o risco de aspiração de vômito e saliva. Em ambiente médico, o sulfato de magnésio é o tratamento preferencial para convulsões em gestantes.[carece de fontes?]

## Cuidados com o recém-nascido
Quase 10% dos recém-nascidos requerem algum tipo de reanimação. Complicações comuns relacionadas ao bebê incluem apresentação pélvica, distocia de ombro, infecção e o cordão umbilical enrolado ao redor do pescoço.

### Avaliação
O recém-nascido é avaliado aos 1 e 5 minutos após o nascimento utilizando o escore de Apgar, que pontua aparência (cor), pulso, resposta à estimulação (choro), atividade (tônus muscular) e respiração (esforço respiratório), variando cada componente de 0 a 2. Um bebê saudável geralmente apresenta escore de 8 ou 9, indicando coloração rosada, frequência cardíaca superior a 100 bpm, choro vigoroso e bom tônus muscular. Pontuações inferiores a 7 geralmente requerem cuidados adicionais (ver reanimação).

### Cuidados de rotina
Após a avaliação inicial, bebês com bons escores de Apgar são secos e esfregados, eventuais obstruções das vias aéreas são removidas e o bebê é aquecido por meio do contato pele a pele com a mãe ou sob uma fonte de calor.[carece de fontes?]

## Complicações no recém-nascido
Complicações neonatais podem ocorrer. Em partos domiciliares nos Estados Unidos, o cordão umbilical enrolado na cabeça acontece em 12–37% dos casos (nuchal cord). A oxigenação insuficiente (asfixia neonatal) ocorre em 9% dos casos, 6% apresentam ausência de pulso e 3% estão em apresentação pélvica.

### Apresentação pélvica

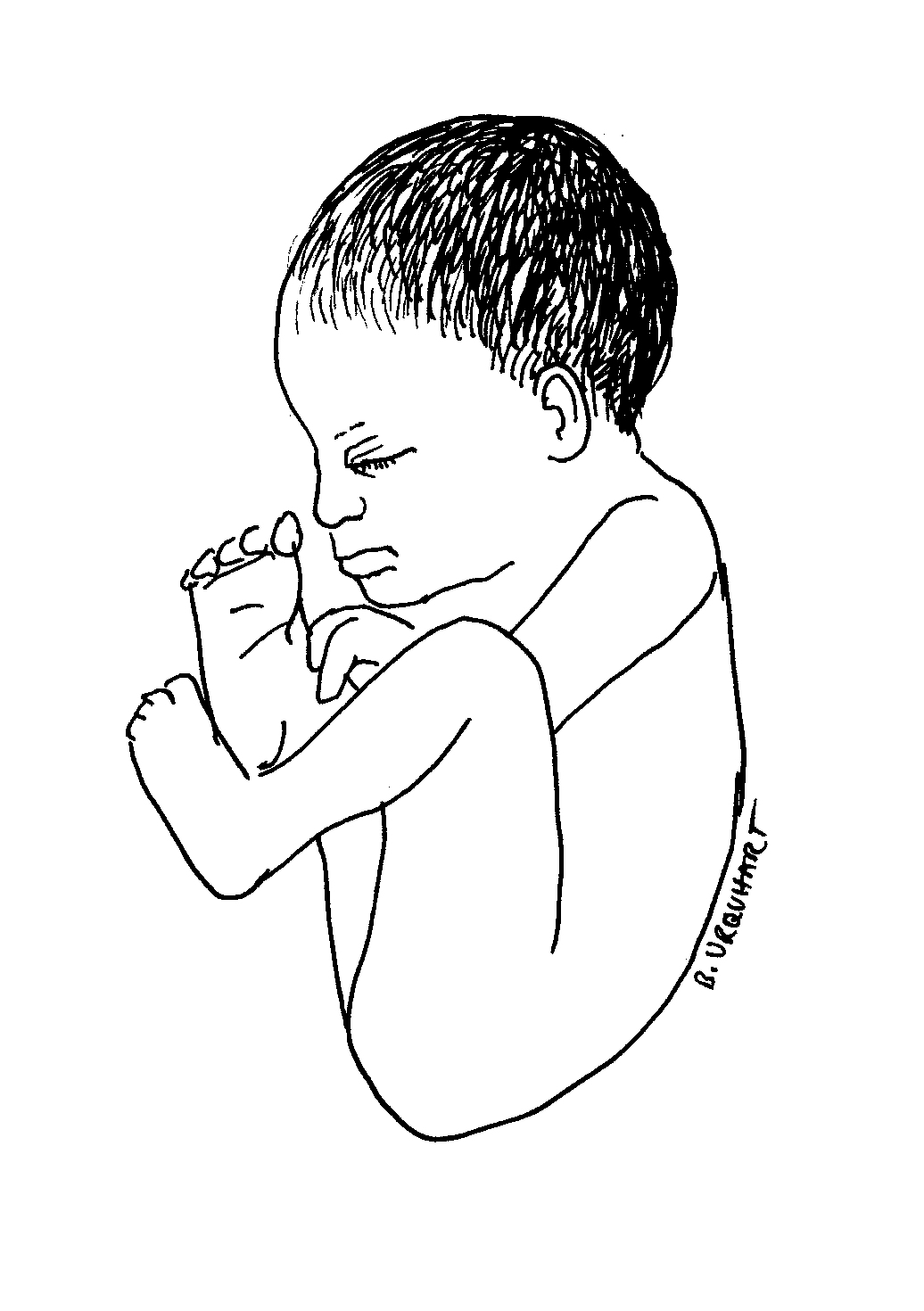
A apresentação pélvica franca (com as nádegas primeiro) é o tipo mais comum de apresentação pélvica

Normalmente, a cabeça é a primeira parte do corpo a se apresentar no canal de parto. Contudo, outras partes, como nádegas ou pés, podem se apresentar primeiro, o que caracteriza a apresentação pélvica. O risco dessa apresentação pode aumentar em gestações múltiplas, quando há pouco ou excesso de líquido amniótico ou se o útero possui formato anormal.
Bebês em apresentação pélvica podem ser parturados via vaginal, dependendo da experiência do profissional e de critérios específicos de baixo risco; entretanto, a cesariana é recomendada se disponível. Idealmente, o feto pode ser reposicionado por manobras no abdômen da mãe, procedimento chamado de versão cefálica externa, que busca evitar a cesariana e seus riscos. Essa manobra não é possível em todas as mulheres; contraindicações incluem oligoidrâmnio (quando há líquido amniótico insuficiente), restrição de crescimento ou anomalias uterinas.
O parto vaginal de bebê em apresentação pélvica não deve ser realizado sem a disponibilidade de recursos para cesariana de emergência, devendo-se envidar esforços para levar a gestante a um hospital. Existem diversas variações dessa apresentação e múltiplas formas de o bebê ficar preso durante o parto. Se o parto pélvico estiver ocorrendo, o profissional orientará a saída dos quadris aplicando tração leve e descendente até que a escápula apareça; em seguida, ao nível das axilas, cada ombro é expelido, rotacionando o bebê conforme necessário, completando uma rotação de 180° para o outro ombro. A cabeça é expelida com atenção aos braços, que deverão sair pela vulva e, se necessário, ser gentilmente contidos com os dedos do profissional. É importante notar que, se na apresentação pélvica o cordão umbilical for visível mas a cabeça ainda não, esta deverá ser expelida em até 8–10 minutos para evitar asfixia, visto que o cordão fornece oxigênio à criança e, se comprimido no canal de parto, impede a circulação sanguínea.

### Trabalho de parto pré-termo
A incidência de partos pré-termo é de aproximadamente 12%, sendo uma causa significativa de partos de emergência não planejados. O trabalho de parto pré-termo ocorre antes de 37 semanas, e seus riscos incluem gravidez múltipla, histórico de parto prematuro, anomalias cervicais ou uterinas, infecções do trato urinário, vaginal ou sexualmente transmissíveis, hipertensão, uso de drogas, diabetes, distúrbios sanguíneos ou gravidez ocorrendo em menos de 6 meses após uma gestação anterior.
Os mesmos princípios do parto de emergência a termo se aplicam ao parto de um feto pré-termo, embora o bebê tenha maior risco de complicações, como baixo peso ao nascer, dificuldade respiratória e infecções. O recém-nascido necessitará de cuidados médicos e monitoramento adicionais, devendo ser transferido para um hospital com atendimento neonatal, que pode incluir antibióticos e tratamentos respiratórios.

### Distócia de ombro
Na distocia de ombro, o ombro fica preso após a saída da cabeça, impedindo o nascimento do restante do bebê. O principal fator de risco (além de histórico prévio de distócia de ombro) é o bebê ser muito grande (macrosomia), decorrente da obesidade materna, ganho excessivo de peso, diabetes ou gestação prolongada (gestação pós-termo).
A distócia de ombro pode ocasionar complicações fetais, como compressão e lesão do plexo braquial, fratura da clavícula e baixa oxigenação, seja por compressão do cordão ou pela incapacidade do bebê de respirar. Frequentemente, manifesta-se pelo recuo da cabeça entre as contrações (sinal da tartaruga). O tratamento inclui a manobra de McRoberts e a manobra de Wood. Se todas as manobras falharem, a cesariana será indicada.

### Prolapso do cordão

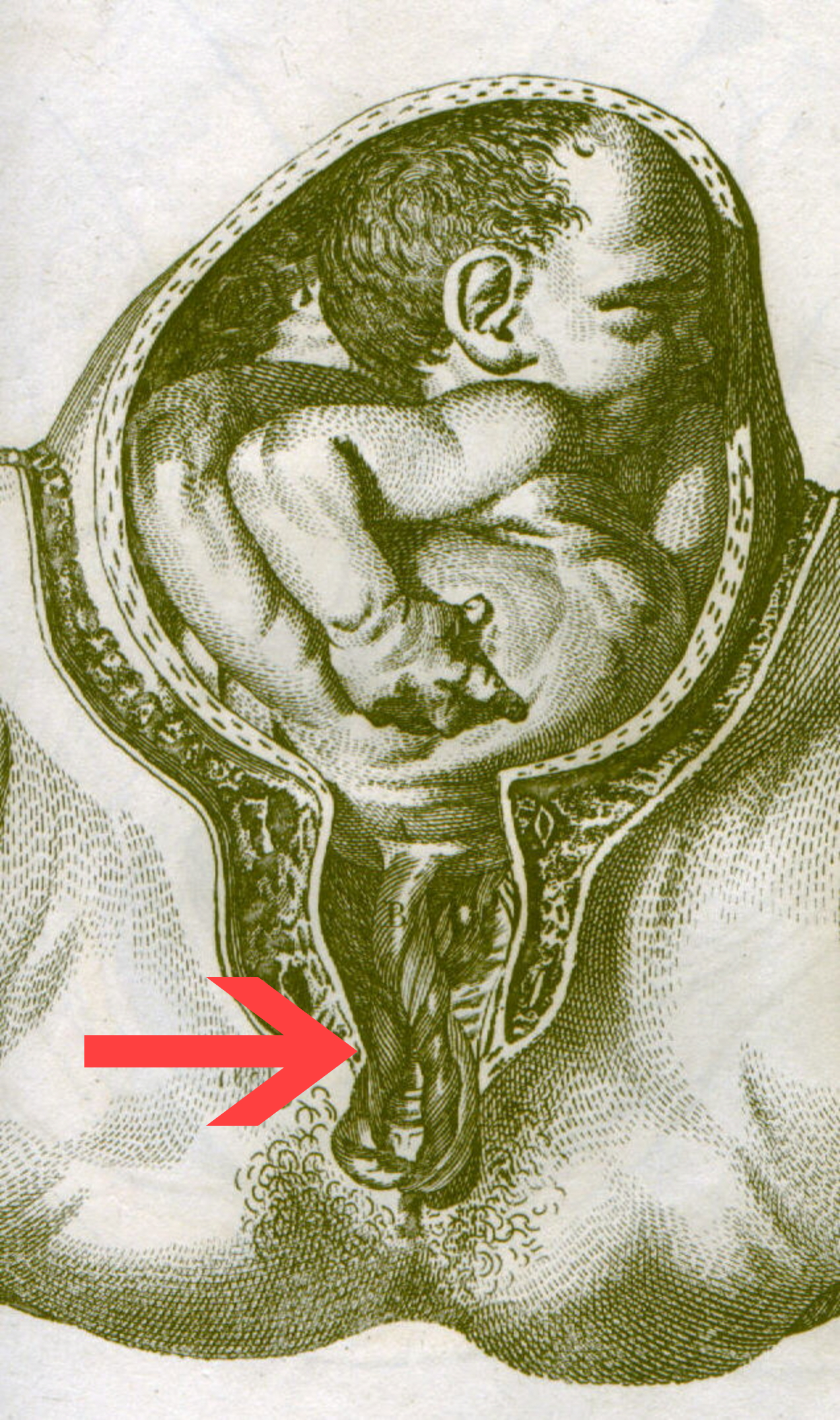
Prolapso do cordão umbilical

Prolapso do cordão refere-se ao cordão umbilical que é expelido do útero enquanto o bebê ainda está presente, constituindo risco de vida para ele. Essa condição diminui o fluxo de sangue (e oxigênio) ao bebê, pois o parto pode comprimir o cordão. Se o cordão for expelido antes do bebê, não deve ser reinserido no útero pelo colo, pois aumenta o risco de infecção. Um atendimento obstétrico emergencial para cesariana seria indicado e, nesse ínterim, recomenda-se elevar o pé da cama, se possível, para manter o bebê acima do nível do cordão. Caso não haja atendimento especializado, pode-se tentar reduzir manualmente a pressão sobre o cordão e continuar o parto, embora isso seja difícil de realizar.

### Cordão nucal
Após a coroa do bebê, o cordão umbilical pode ser encontrado enrolado no pescoço ou no corpo, condição conhecida como cordão nucal. Isso ocorre em até 37% das gestações a termo e, na maioria, não gera problemas a longo prazo. O cordão deve ser deslizado sobre a cabeça para evitar tração durante o parto. Se não for removido, pode sufocar o bebê ou provocar desprendimento súbito da placenta, ocasionando hemorragia uterina severa e perda de sangue e oxigênio para o recém-nascido. Em apresentações pélvicas, o cordão pode ficar enrolado em um membro, devendo ser igualmente reduzido.

### Reanimação
Se o bebê não estiver se recuperando por conta própria, cuidados adicionais são necessários. A reanimação inicia-se com aquecimento, secagem e estímulo do recém-nascido. Caso haja dificuldade respiratória, as vias aéreas são desobstruídas com sucção, monitorando-se a oxigenação; se preciso, pode-se utilizar ventilação com pressão positiva ou intubação. Se a frequência cardíaca estiver abaixo de 60 bpm, inicia-se a RCP com uma relação de compressão para ventilação de 3:1, aplicando compressões na parte inferior do esterno. Se não houver reanimação, administra-se epinefrina.
A reanimação não é indicada para recém-nascidos com menos de 22 semanas de gestação e peso inferior a 400 gramas, podendo ser interrompida se o coração do bebê não iniciar após 10–15 minutos de reanimação completa.

## Na cultura
Relatos de partos de emergência despertam interesse geral e são frequentemente retratados de forma dramática em filmes e telenovelas.[carece de fontes?]
Um aplicativo móvel foi desenvolvido na Etiópia para orientar os usuários nos procedimentos de assistência a um parto de emergência.